# Flávia Cesariense
Flávia Cesariense era uma província do Império Romano na região da Britânia romana. Ao contrário das demais províncias da Diocese da Britânia, o seu governador não era um praeses e sim um vigário.

## História
A Flávia Cesariense foi criada no início do século IV durante as reformas administrativas do imperador Diocleciano (r. 284–305) e acredita-se que sua capital estava localizada onde hoje está Lincoln (Lindum Colonia), uma tese que se baseia numa proposta de emenda à corrompida "Lista de Verona" (312-314). Suas fronteiras são incertas, mas provavelmente iam do sul dos Peninos seguindo para o oeste até o Mar da Irlanda e podem ter avançado para o sul a ponto de incluir o território dos icenos. A capital da Britânia Secunda, em Eboraco (Iorque), indica que o território da Flávia para o norte não passava muito além de Lincoln.
Ela e sua vizinha, a Máxima Cesariense, podem ter formado por um breve período uma única província que cobria a maior parte do que é hoje a Inglaterra oriental. Eric Birley e outros já sugeriram que as duas províncias chamadas de "Cesariense" descendem de uma outra unidade organizacional maior que recebeu seu nome, pouco usual, graças ao imperador. Ele argumenta que, depois que Londínio recebeu Constâncio Cloro em 296, o imperador concedeu à cidade o título de "cesariense" (caesariensis). Dadas as circunstâncias na época de Constâncio, é possível que ele tenha dividido o comando militar da Britânia Superior em dois, com a província oriental recebendo o nome de Britânia Cesariense e a ocidental, de Britânia Prima. Esta divisão seria novamente modificada com a divisão da Britânia Cesariense em duas porções, uma ao norte e outra ao sul, uma batizada em homenagem a Constâncio e a outra, ao augusto ocidental, Marco Aurélio Valério Maximiano. Esta tese requer que a divisão tenha ocorrido antes da abdicação de Maximiano em 305 (junto com Diocleciano). Como Constâncio foi elevado a augusto no mesmo ano, Londínio pode ter também adotado o título de augusta na mesma época, um título pelo qual ela, de fato, passou a ser conhecida a partir daí. O curto período que ela deteve o título de "cesariense" pode explicar a relativa ausência de evidências sobre o uso do nome.
Uma explicação alternativa é que a província teria sido batizada em homenagem a Constâncio Cloro, imperador no ocidente, e a Máxima Cesariense, a Galério, o imperador do oriente. Esta tese levanta a questão sobre o motivo de um césar do oriente ter sido homenageado e os dois augustos da Tetrarquia (Diocleciano e Maximiano), não. 

## Cidades
- Linco (Lincoln)
- Ratas (Leicester)